# Maison Janin
La maison Janin est une maison située à Pérouges, en France.

## Localisation
La maison est située dans le département français de l'Ain, sur la commune de Pérouges.

## Historique
L'édifice est inscrit au titre des monuments historiques en 1925.